# Pico Campanario
El pico Campanario es un prominente pico de montaña ubicado en el páramo Campanario de la sierra La Culata, a poca distancia de la ciudad de Ejido en el estado Mérida. A una altitud de 4.284 m s. n. m. el Campanario es una de las montañas más altas en Venezuela y el límite occidental de al sierra La Culata.

## Atractivos
El Campanario está en el corazón de las sierras andinas de mayor elevación. Está rodeado de bosques nublados y páramos andinos. Es de peculiar belleza la zona del páramo Campanario por la cantidad de lagunas y ríos del valle que rodea la montaña. Estas fuentes naturales hace que la zona sea predilecta para el trabajo de las poblaciones agrícolas ahí asentadas.

## Ascenso
La escalada al Campanario es de III grado. El primer refugio para excursionistas en dirección al pico Campanario se encuentra en la ruta conocida como «Macho-Capáz» junto a Lagunas Verdes. Se llega a este punto partiendo de la comunidad Las González siguiendo el río del mismo nombre. El segundo refugio está en el propio campamento base desde el cual se vislumbran varias cumbres, incluyendo el monumental Pico Pan de Azúcar, el páramo Los Conejos y la ruta que desde aquí conecta por senderos hacia Mucuchíes. El camino es bien definido hasta la laguna ubicada en la base de la montaña en la hondonada «La Negra».